# Ekaryna
Ekaryna (EC 3.4.99.27) – jednołańcuchowa glikoproteina, metaloproteinaza będąca aktywatorem protrombiny, otrzymywana z jadu efy piaskowej. Cechuje się ona specyficznością substratową dla protrombiny. Jej działanie polega na zmianie protrombiny w trzy produkty o różnej aktywności: meizotrombinę, meizotrombinę-1 i α-trombinę. Powoduje to nagłą aktywację kaskady krzepnięcia na jej ostatnim etapie i szybkie zużycie fibrynogenu, w efekcie czego krew przestaje krzepnąć, a ofiara ukąszenia wykrwawia się. W przeciwieństwie do fizjologicznego kompleksu protrombinazy, nie wymaga do działania jonów wapnia, jest aktywna w obecności heparyny, zaś substrat który wykorzystuje, nie musi być karboksylowany w wątrobie (na jej działanie nie wpływają antagonisty witaminy K, ani niewydolność wątroby).
Jest wykorzystywana w koagulologii do oznaczania czasu ekarynowego.